# Cuspidaria
Cuspidaria ist eine Pflanzengattung, die zur Familie der Trompetenbaumgewächse (Bignoniaceae) gehört. Die etwa 19 Arten sind von Mexiko bis nach Argentinien und Paraguay verbreitet; das Zentrum der Artenvielfalt ist Brasilien.

## Beschreibung

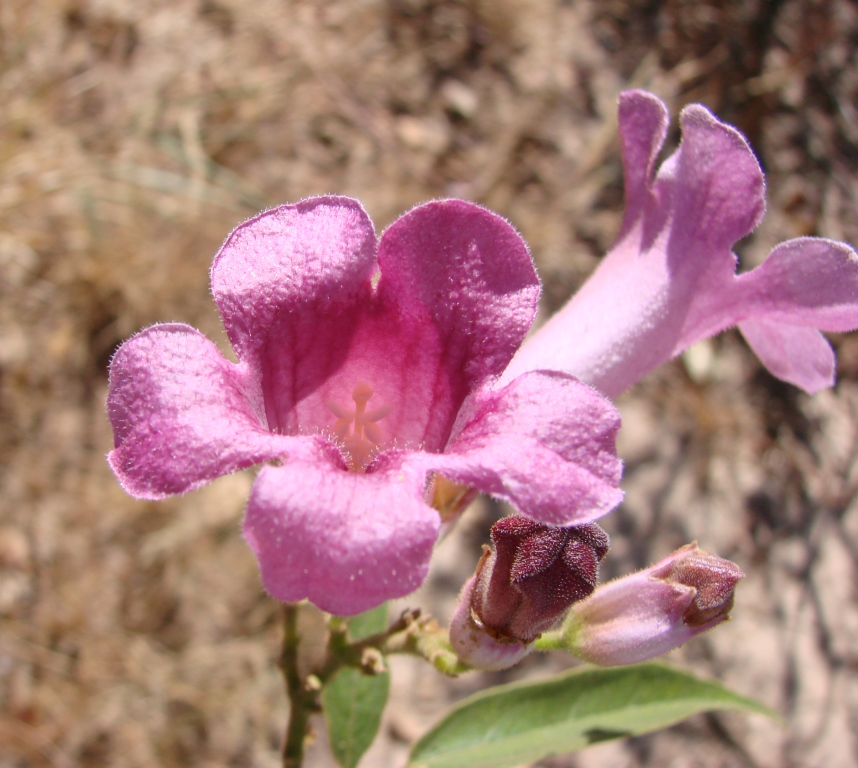
Zygomorphe Blüte im Detail von Cuspidaria sceptrum

### Vegetative Merkmale
Arten der Gattung Cuspidaria sind Lianen, die in der Jugend keine abweichende Wuchsform aufweisen und nicht stark riechend sind. Die Stängel weisen im Querschnitt vier Phloem-Keile auf, das Mark ist fest. Die Zweige sind zylindrisch, behaart und spärlich mit Korkporen versehen. Zwischen den Blattstielen stehen Drüsen, eine Rinne zwischen den Blattstielen ist unterbrochen oder kann gelegentlich auch fehlen. Die Epidermis schält sich nicht ab. Die Vorblätter der achselständigen Knospen sind winzig, dreieckig und drüsenlos.
Die Laubblätter sind in Blattstiel und Blattspreite gegliedert. Die Blattspreite ist einfach oder in zwei bis drei Teilblätter geteilt, nur in der Art Cuspidaria inaequalis sind sie biternat (doppelt dreifach) geteilt. Das vordere Teilblatt ist oftmals durch eine einfache Ranke ersetzt, die weder klebende Haltepunkte noch eine hakenförmige Spitze besitzt. In den Verzweigungen der Blattadern der Teilblätter stehen Gruppen von Drüsen, diese können auch spärlich auf der restlichen Blattspreite zu finden sein. Durchscheinende Punkte fehlen auf den Blattspreiten, Domatien können vorhanden sein. Die Stielchen der Teilblätter sind nicht gewinkelt. Die Blattstiele sind zylindrisch, nie in eine Ranke umgebildet und nicht gewinkelt.

### Blüten
Die Blüten sind fünfzählig und zygomorph mit doppelter Blütenhülle. Der Kelch ist becherförmig, häutig und mit fünf kurzen Kelchlappen, Spitzen oder Borsten besetzt. Die Außenseite der Kelchblätter ist fein oder feinfilzig behaart, entlang der Ränder finden sich Gruppen von Drüsen. Die Krone ist magenta, pink oder rot gefärbt, meist trichterförmig mit gerader Kronröhre, nur bei Cuspidaria cinera ist die gesamte Krone röhrenförmig. Saftmale fehlen, die Außenseite ist unbehaart, nur bei Cuspidaria cinera ist sie feinfilzig behaart. Die fünf Kronlappen überdecken sich dachziegelartig.
Die vier Staubblätter stehen nicht über die Krone hinaus, sie besitzen deutlich ausgeprägte Staubfäden. Die Staubbeutel sind unbehaart, die Theken sind vorwärts gebogen. Die Pollenkörner treten in Tetraden auf, sind kolpat, ihr Exine ist psilat (ohne Ornamentation). Der Fruchtknoten ist aufsitzend, glatt und an der Außenseite fein geschuppt. Die Samenanlagen stehen in zwei Reihen an jeder Plazenta. Die Narbe ist rhombisch und unbehaart. Der Blütenboden ist kreisförmig.

### Früchte und Samen
Die zweifächerigen Kapselfrüchte sind linealisch, flach, gerade und ledrig. Die Fruchtschale ist feinflaumig behaart, mit Korkzellen besetzt, aber drüsenlos. Die Früchte können geflügelt sein, sind meist glatt, häufig ist aber die Mittelrippe in zwei längs verlaufende Rinnen umgebildet. Der Kelch ist nicht an der Frucht beständig. Die Samen sind glatt und unbehaart, mit durchscheinenden, linealischen Flügeln versehen.

## Standorte
Die Cuspidaria-Arten wachsen in feuchten bis trockenen Wäldern und der Cerrado-Vegetation.

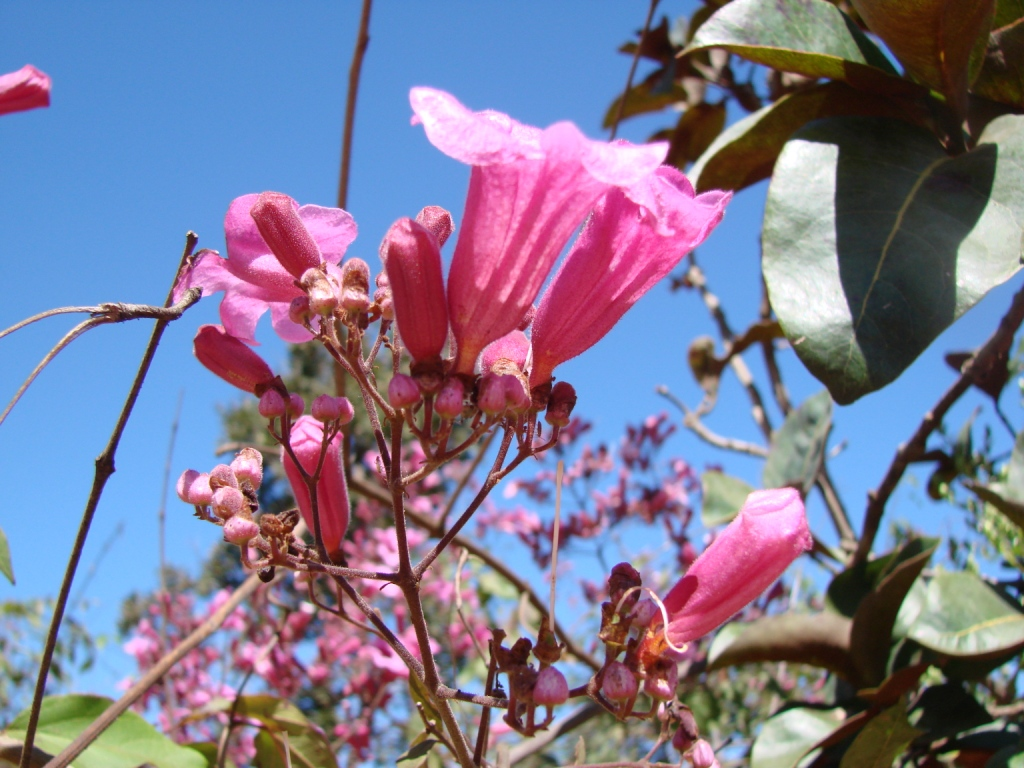
Blütenstand von Cuspidaria pulchra

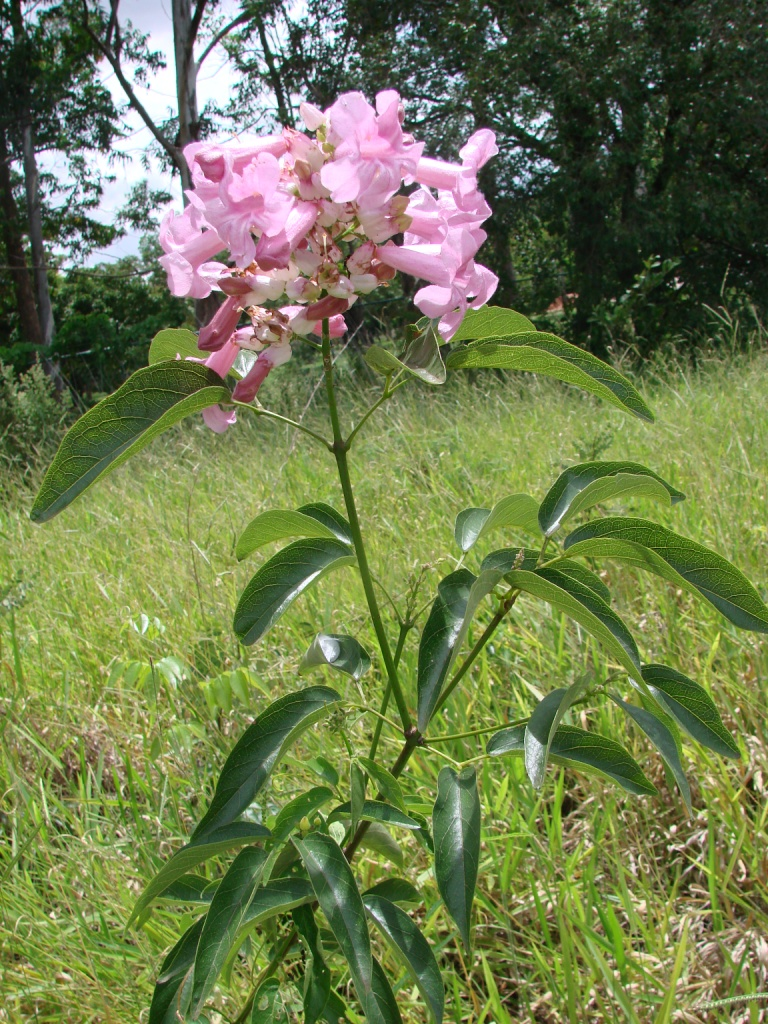
Zweig mit Laubblättern und Blütenstand von Cuspidaria sceptrum

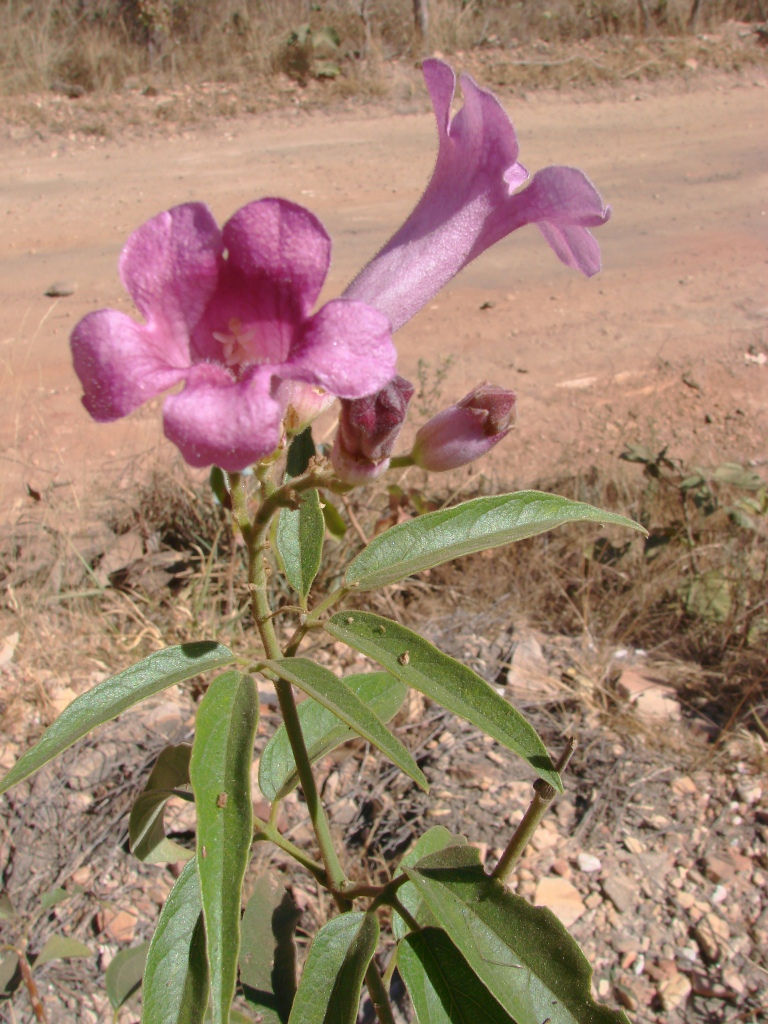
Cuspidaria sceptrum

## Systematik und Verbreitung
Die Gattung Cuspidaria wurde 1838 durch Augustin-Pyrame de Candolle in Bibliotheque Universelle de Geneve, sér. 2, Band 17, Seite 125 aufgestellt. Die Typusart ist Cuspidaria pterocarpa (Cham.) DC. Synonyme für Cuspidaria DC. nom. cons. sind: Blepharitheca Pichon, Cremastus Miers, Lochmocydia Mart. ex DC., Nouletia Endl., Saldanhaea Bureau nom. illeg., Setilobus Baill., Tetrastichella Pichon.
Die Cuspidaria-Arten sind in der Neotropis von Mexiko bis nach Brasilien, Argentinien und Paraguay verbreitet.
Seit Lohmann et al. 2014 gibt es in der Gattung Cuspidaria 19 Arten:
- Cuspidaria argentea (Wawra) Sandwith: Sie kommt im nordöstlichen Brasilien vor.[1]
- Cuspidaria bracteata (Baill. ex Bureau & K.Schum.) L.G.Lohmann: Sie kommt nur im brasilianischen Bundesstaat Minas Gerais vor.[1]
- Cuspidaria cinerea (Bureau ex. K.Schum) L.G.Lohmann: Sie kommt in den brasilianischen Bundesstaaten Amazonas sowie Minas Gerais vor.[1]
- Cuspidaria convoluta (Vell.) A.H.Gentry (Syn.: Cuspidaria trifoliata DC., Cuspidaria populeaster Mart. ex DC., Cuspidaria pterocarpa (Cham.) DC.): Sie ist von Brasilien bis ins nordöstliche Argentinien sowie Bolivien verbreitet.[1] Die Chromosomenzahl von Cuspidaria convoluta beträgt 2n = 40.[4]
- Cuspidaria cratensis (J.C. Gomes) A.H.Gentry ex L.G.Lohmann: Sie kommt im nordöstlichen Brasilien vor.[1]
- Cuspidaria emmonsii A.H.Gentry: Sie kommt vom nördlichen Brasilien über Bolivien bis Peru vor.[1]
- Cuspidaria floribunda (DC.) A.H.Gentry: Sie ist von Panama über Kolumbien, Ecuador, Peru und Bolivien bis Brasilien verbreitet.[1]
- Cuspidaria inaequalis (DC. ex Splitg.) L.G.Lohmann: Sie ist vom südlichen Mexiko bis ins tropische Zentral- und Südamerika verbreitet.[1]
- Cuspidaria lachnaea (Bureau) L.G.Lohmann: Sie kommt von Venezuela bis Bolivien vor.[1]
- Cuspidaria lasiantha (Bureau & K.Schum.) L.G.Lohmann: Sie kommt im südöstlichen Brasilien vor.[1]
- Cuspidaria lateriflora (Mart.) DC.: Sie kommt im tropischen Südamerika vor.[1]
- Cuspidaria multiflora DC.: Sie kommt in Brasilien in den Bundesstaaten Bahia und Minas Gerais vor.[1]
- Cuspidaria octoptera A.H.Gentry: Sie kommt im östlichen Brasilien vor.[1]
- Cuspidaria pulchella (Cham.) K.Schum.: Sie kommt von Brasilien bis Paraguay vor.[1]
- Cuspidaria pulchra (Cham.) L.G.Lohmann: Sie kommt von Bolivien bis Brasilien vor.[1]
- Cuspidaria sceptrum (Cham.) L.G.Lohmann: Sie kommt von Bolivien bis zum zentralen und östlichen Brasilien vor.[1]
- Cuspidaria simplicifolia DC.: Sie kommt im östlichen Bolivien und im östlichen Brasilien vor.[1]
- Cuspidaria subincana A.H.Gentry: Sie kommt von Kolumbien bis ins nördliche Südamerika vor.[1]
- Cuspidaria weberbaueri (Sprague) A.H.Gentry: Sie kommt in Peru vor.[1]